# 朱鷺亞科
朱鷺亞科（學名：Threskiornithinae），又名䴉亞科，是朱鷺科下的一類長腳涉禽。牠們的喙長而向下彎曲，很多時都是成群覓食的，用喙插入泥中尋找如甲殼類的食物。大部份物種的巢都築在樹上，與琵鷺亞科或鷺科一起生活。

## 物種
- 䴉屬（Threskiornis）
  - 埃及聖䴉（Threskiornis aethiopicus）
  - 馬島白䴉（Threskiornis bernieri）
  - 留尼旺孤鴿（Threskiornis solitarius）
  - 黑頭白䴉（Threskiornis melanocephalus）
  - 澳洲白䴉（Threskiornis molucca）
  - 蓑頸白䴉（Threskiornis spinicollis）
- 黑䴉屬（Pseudibis）
  - 黑䴉（Pseudibis papillosa）
  - 白肩黑䴉（Pseudibis davisoni）
- 大䴉屬（Thaumatibis）
  - 大䴉（Thaumatibis gigantea）
- 隱䴉屬（Geronticus）
  - 隱䴉（Geronticus eremita）
  - 禿䴉（Geronticus calvus）
- 朱䴉屬（Nipponia）
  - 朱䴉（Nipponia nippon）
- 白䴉屬（Bostrychia）
  - 橄欖綠䴉（Bostrychia olivacea）
  - 侏橄欖綠䴉（Bostrychia bocagei）
  - 斑胸䴉（Bostrychia rara）
  - 鳳頭䴉（Bostrychia hagedash）
  - 肉垂䴉（Bostrychia carunculata）
- 黃頸䴉屬（Theristicus）
  - 鉛䴉（Theristicus caerulescens）
  - 黃頸䴉（Theristicus caudatus）
  - 黑臉䴉（Theristicus melanopis）
- 長尾䴉屬（Cercibis）
  - 尖尾䴉（Cercibis oxycerca）
- 綠䴉屬（Mesembrinibis）
  - 綠䴉（Mesembrinibis cayennensis）
- 裸臉䴉屬（Phimosus）
  - 裸臉䴉（Phimosus infuscatus）
- 美洲䴉屬（Eudocimus）
  - 美洲白䴉（Eudocimus albus）
  - 美洲紅䴉（Eudocimus ruber）
- 彩䴉屬（Plegadis）
  - 彩䴉（Plegadis falcinellus）
  - 白臉彩䴉（Plegadis chihi）
  - 秘鲁彩䴉（Plegadis ridgwayi）
- 鳳頭彩䴉屬（Lophotibis）
  - 鳳頭林䴉,  Lophotibis cristata

## 外部連結
- Internet Bird Collection （页面存档备份，存于）